# Hans Weiß-Steinberg
Hans Weiß-Steinberg (eigentlich Hans Weiß; * 9. Mai 1927 in Watzenborn-Steinberg (heute zu Pohlheim); † 8. Januar 2003 in Pohlheim) war ein deutscher Chorleiter und Komponist.

## Leben
Weiß-Steinberg absolvierte 1946 das Abitur am Realgymnasium Gießen und studierte danach Klavier, Tonsatz, Chor- und Orchesterleitung sowie Gesang. Im Laufe seiner Karriere dirigierte er verschiedene erfolgreiche Chöre und konzertierte mit diesen in Deutschland, Europa und Kanada. Weiß war Preisträger und Juror bei zahlreichen Chorwettbewerben im In- und Ausland und außerdem als hessischer Vertreter beim Fachverband Deutscher Berufschorleiter e.V. tätig.
Er starb 2003 in Pohlheim. Er war mit Meta Weiß verheiratet. 2008 wurde der große Saal der Pohlheimer Volkshalle zu seinen Ehren in „Hans-Weiß-Saal“ umgetauft.

## Werk
Weiß’ kompositorisches Schaffen umfasst v. a. Chorliteratur, darunter Kantaten, Psalmvertonungen, neue geistliche Lieder und Volksliedbearbeitungen.